# Phénomène lunaire transitoire
Pour les articles homonymes, voir PLT.
Un phénomène lunaire transitoire (PLT), également appelé phénomène transitoire lunaire (PTL) ou en anglais lunar transient phenomena (LTP), terme créé en 1968 par l'astronome Patrick Moore, consiste en l'apparition d'une lumière ou d'une modification d'aspect de la surface lunaire pendant une courte durée.
Des signalements de tels phénomènes remontent à plus de mille ans, certains d'entre eux ayant fait l'objet d'observations indépendantes de multiples témoins ou de scientifiques de bonne réputation. Historiquement, le premier PLT observé par cinq moines de la cathédrale de Canterbury est un flash lumineux qui se produit le 18 juin 1178 et est à l'origine du cratère Giordano Bruno. Cependant, la majorité des rapports de PLT ne sont pas reproductibles et ne s'accompagnent pas des témoignages vérifiables adéquats permettant d'établir un distinguo entre différentes hypothèses envisageables. Par surcroît, peu de ces phénomènes ayant fait l'objet de publications dans des revues scientifiques à comité de lecture, la communauté des chercheurs s'intéressant à la Lune évoque rarement ces observations. Ainsi, seuls 2 % des rapports d'observation (53 sur 2 806) rédigés entre les années 1700 et 2010 sont considérés comme de véritables PLT.
Si les PLT se produisent sur la Lune, leur origine a été attribuée en 1945 par Hugh Percy Wilkins, un astronome amateur gallois, à l'activité solaire. Les hypothèses privilégiées aujourd'hui sont le dégazage le long de fissures lunaires, la formation de décharges électriques au sein de ces gaz (par effet triboélectrique) ou les impacts qui se produisent sur des échelles de temps géologiques. La plupart des scientifiques qui étudient la Lune admettent que des phénomènes transitoires de dégazage ou d'impacts se produisent sur des échelles de temps géologiques ; la discorde apparaît sur les fréquences de ces événements.

## Description
Les PLT signalés varient depuis les nappes de brume jusqu'aux changements permanents d'aspect de la surface lunaire. Cameron (en) les classe
en cinq catégories, savoir :
- phénomènes gazeux, y compris les brumes et autres formes d'obscurcissements ;
- phénomènes de colorations rougeâtres ;
- phénomènes de colorations vertes, bleues ou violettes ;
- phénomènes d'éclaircissements ;
- et phénomènes d'assombrissements.

Il existe deux catalogues extensifs des PLT,, dont le plus récent, en remontant jusqu'au VIe siècle, pointe 2 254 événements. Parmi les événements les plus notables, au moins un tiers provient du voisinage du plateau d'Aristarque.

## Événements historiques significatifs
La liste qui suit présente quelques-uns des PLT historiques parmi les plus fameux :
- Le 18 juin 1178, au moins cinq moines de l'abbaye de Cantorbéry signalèrent un bouleversement sur la Lune, peu après le coucher du soleil : « La lune brillait, et comme à l'habitude pendant cette phase, ses cornes étaient dirigées vers l'est ; et la corne supérieure se découpa en deux. Depuis le milieu de cette division une torche enflammée surgit, dégueulant sur une distance considérable du feu, du charbon enflammé et des étincelles. Pendant ce temps, le corps de la Lune situé sous la zone en colère était comme angoissé, et pour le dire avec les mots de ceux qui m'ont raconté ce qu'ils avaient vu de leurs propres yeux, la Lune se tortillait comme un serpent blessé. Il revint ensuite à son état antérieur. Ce phénomène se répéta une douzaine de fois ou plus, les flammes se tordant de toutes les façons désordonnées, et revenant ensuite à la normale. Puis, après ces transformations, la lune, d'une corne à l'autre, c'est-à-dire sur toute sa longueur, prit une apparence noirâtre »[Note 1],[5],[6]. En 1976, Jack Hartung émit l'idée que ce texte décrit en fait la formation du cratère Giordano Bruno.
- Pendant la nuit du 19 avril 1787, l'astronome britannique Sir William Herschel nota trois taches rougeoyantes sur la partie non éclairée de la Lune[7]. Il informa le roi George III et d'autres astronomes de ses observations. Herschel attribua le phénomène à des éruptions de volcans et perçut la luminosité du point le plus brillant comme supérieure à celle d'une comète découverte le 10 avril. Ses observations coïncidèrent avec l'observation d'une aurore boréale au-dessus de la ville italienne de Padoue[8]. L'activité d'une aurore boréale aussi loin des pôles magnétiques terrestres est très rare. Le spectacle de Padoue et l'observation d'Herschel se produisirent peu avant que le nombre de taches solaires atteignent un pic en mai 1787.
- En 1866, l'observateur expérimenté de la Lune et cartographe J. F. Julius Schmidt affirma que l'apparence du cratère Linné (en) s'était modifiée. Sur la base des plans antérieurs de J. H. Schröter, aussi bien que d'observations et de plans personnels entre 1841 et 1843, il affirma que le cratère « avec des éclairages obliques n'est pas visible du tout »[9] (c'est lui qui souligne), alors qu'éclairé de plus haut, on le voyait comme un point brillant. Se basant sur des observations répétées, il affirma ultérieurement que « Linné n'est jamais visible sous aucun éclairage comme un cratère de type normal » et qu'« un changement local s'est réalisé ». Il considéra que Linné s'était rétréci en deux décennies, d'où de nombreuses polémiques qui s'ensuivirent pour expliquer les facteurs : volcanisme, nuages qui cacheraient en partie les cratères[10]. En réalité, les premiers instruments astronomiques n'étaient pas assez puissants pour observer le cratère et ne repéraient que l'auréole d'éjectas qui l'entourait. Aujourd'hui, Linné est visible comme un jeune cratère d'impact d'à peu près 2,4 km de diamètre.
- Le 2 novembre 1958, l'astronome russe Nikolaï Kozyrev observa une « éruption » d'une demi-heure sur le pic central du cratère Alphonsus, à l'aide d'un télescope de 122 cm (48″) équipé d'un spectromètre. Les spectres obtenus pendant cette période présentent des preuves de bandes d'émissions gazeuses brillantes causées par les molécules de C2 et C3[11]. Lors de l'exposition de son second spectrogramme, il nota « une augmentation marquante de la brillance de la région centrale et une couleur blanche inhabituelle. » Puis, « soudainement, la brillance commença à diminuer » et le spectre résultant redevint normal.
- Le 29 octobre 1963, James A. Greenacre et Edward Barr, deux cartographes de l’Aeronautical Chart and Information Center de l'observatoire Lowell, à Flagstaff, en Arizona (États-Unis) enregistrèrent[12] à la main de très brillants phénomènes de couleurs rouge, orange et rose sur le côté sud-ouest de la Tête de Cobra, une colline au sud-est de la vallée lunaire Vallis Schröteri, et sur l'intérieur sud-ouest de la bordure du cratère d'Aristarque[13]. Cet événement déclencha un changement majeur dans l'attitude à l'égard des rapports sur les PLT. Selon Willy Ley : « La réaction initiale dans les cercles professionnels fut naturellement la surprise, suivie immédiatement d'une attitude contrite, les excuses étant destinées à un grand astronome disparu de longue date, Sir William Herschel. »[14]. Winifred Sawtell Cameron (en) affirme[15][réf. non conforme] : « Ce fait, ainsi que leurs observations du mois de novembre marquèrent le démarrage d'un intérêt et d'une observation modernisés de la Lune »[16]. La crédibilité de leur découverte provient de la réputation de Greenacre comme d'un cartographe impeccable. La cause du changement radical d'attitude procède de la réputation de cartographes, et non de l'acquisition de preuves photographiques.

- Dans la nuit du 1er au 2 novembre 1963, peu après l'événement Greenacre, à l'observatoire du Pic du Midi, dans les Pyrénées françaises, Zdenek Kopal[17] et Thomas Rackham[18] prirent les premières photographies d'une « luminescence lunaire de grande superficie »[19]. L'article de Kopal dans Scientific American transforma cette observation en un PLT, objet de la plus grande publicité au monde[20]. Kopal a soutenu comme d'autres que les particules éjectées par le Soleil peuvent avoir été la cause de tels phénomènes[21].

- Pendant la mission Apollo 11, Houston avertit les astronautes par radio : « Il y a une observation que vous pouvez faire si vous avez un peu de temps là-haut. Il y a eu des événements lunaires transitoires signalés au voisinage d'Aristarque ». Des astronomes de Bochum, en Allemagne de l'Ouest[Note 2], avaient observé un éclat brillant à la surface de la Lune, le même genre de luminescence mystérieuse qui avait intrigué les observateurs de la Lune depuis des siècles. Le signalement était parvenu à Houston puis de là aux astronautes. Presque immédiatement, Armstrong rappelait pour signaler : « Hé, Houston, je suis maintenant en train de regarder vers le Nord, en direction d'Aristarque, et il y a une surface considérablement plus éclairée dans la zone autour. Il semble qu'il y ait une légère fluorescence »[22].

- En 1992, Audouin Dollfus de l'observatoire de Paris signala avoir observé avec un télescope d'un mètre des dessins anormaux sur le sol du cratère Langrenus. Alors que les observations pendant la nuit du 29 décembre 1992 avaient été normales, il avait relevé un albédo et des mesures de polarisation anormalement élevés la nuit suivante dont l'apparence ne s'était pas modifiée pendant les six minutes de collecte des données[23]. Les observations des trois jours suivants montrèrent une anomalie similaire, mais plus petite dans le voisinage. Alors que les conditions d'observation de cette région étaient presque spéculaires, certains ont affirmé que l'amplitude de l'observation n'était pas compatible avec une réflexion spéculaire de la lumière du soleil. L'hypothèse privilégiée était que ce phénomène résultait de la dispersion de la lumière dans des nuages de particules en suspension, résultant eux-mêmes d'une diffusion de gaz : le sol fracturé de ce cratère était cité comme une possible source de gaz.

## Explications
Les explications des PLT se répartissent en quatre classes : les dégazages, les impacts, les phénomènes électrostatiques, et les conditions d'observation défavorables.

### Dégazage
Certains PLT peuvent être causés par l'échappement du gaz contenus dans des cavités souterraines. Un grand nombre de ces événements gazeux ont présenté une teinte rougeâtre, alors que d'autres se sont révélés sous la forme de nuages blancs ou d'une brume indistincte. La majorité des PLT paraît associée à des cratères dont le sol est fracturé, à des rebords de mers lunaires, ou à d'autres localisations que les géologues relient à l'activité volcanique. Cependant, on note qu'il s'agit des cibles les plus courants des observateurs de la Lune, et cette corrélation peut résulter d'un biais observationnel.
Au crédit de l'hypothèse du dégazage, des données du spectromètre à particules alpha de Lunar Prospector indiquent des dégazages récents de radon en surface. En particulier, les résultats montrent que le gaz radon émanait du voisinage des cratères Aristarque et Kepler pendant la durée de cette mission de deux ans. Ces observations peuvent s'expliquer par la diffusion lente et visuellement imperceptible de gaz vers la surface, ou par de discrètes explosions. Pour soutenir le dégazage explosif, le récent changement d'une surface lunaire d'environ 3 km a été suggéré comme le résultat d'un événement de libération gazeuse,. Cependant, on pense que cet événement remonte à environ un million d'années, ce qui suggère que ce genre de phénomène important ne se produit que peu fréquemment.

### Impacts
Sur la surface de la Lune, des impacts se produisent en permanence. Les événements les plus courants sont associés avec les micrométéorites, comme on peut en rencontrer avec les pluies de météores. Des observations terrestres multiples et simultanées ont permis de détecter des éclairs d'impacts de tels événements,[réf. non conforme],. Il existe des tableaux des impacts enregistrés par caméra vidéo pendant plusieurs années depuis 2005, dont un grand nombre est associé avec les pluies de météores. De plus, des nuages d'impacts furent détectés après que se sont écrasés les vaisseaux SMART-1 de l'ESA, la sonde d'impact lunaire indienne, et LCROSS de la NASA. Les impacts laissent des cicatrices visibles sur la surface de la Lune, et on peut les détecter par l'analyse de photos prises avant et après l'événement, à condition qu'elles aient une résolution suffisante. Les sondes Clementine (d'une résolution globale de 100 m, surfaces sélectionnées 7–20 m) et SMART-1 (résolution 50 m) n'ont identifié aucun cratère formé depuis l'ère des vaisseaux Apollo.

### Phénomènes électrostatiques

Huit prises de vues individuelles extraites d'une vidéo du cratère lunaire Clavius mettent en évidence l'influence de l'atmosphère terrestre sur les images astronomiques.

On a suggéré que les effets reliés à soit des charges soit des décharges électrostatiques pourraient être la cause de certains PLT. Il serait possible que des effets électrodynamiques liés à la fracture des matières proches de la surface pourrait charger les gaz qui seraient présents, tels que le vent solaire ou des produits de désintégration de radio-éléments. S'ils devaient se produire près de la surface, la décharge émanant de ces gaz pourrait donner naissance à des phénomènes visibles depuis la Terre. On a proposé par ailleurs que la charge triboélectrique des particules de poussière en suspension dans un nuage de gaz pourrait générer des décharges visibles depuis la Terre. Enfin, la lévitation électrostatique de poussière près du terminateur est susceptible d'être la cause de certaines formes de phénomènes visibles depuis la Terre.

### Conditions d'observation défavorables
Il est possible que de nombreux phénomènes transitoires ne soient pas associés avec la Lune elle-même, mais qu'elles puissent résulter de conditions d'observation défavorable ou de phénomènes associés à la Terre. Par exemple, certains phénomènes transitoires signalés concernent des objets proches de la résolution maximale des télescopes employés. L'atmosphère de la Terre peut provoquer des distorsions temporelles significatives que l'on peut confondre avec de vrais phénomènes lunaire (voir Seeing). D'autres explications n'invoquant pas la Lune incluent les visualisation des satellites en orbite autour de la Terre et des météores, ou d'erreurs observationnelles.

## Réalité des PLT
Le problème le plus significatif des signalements de PLT consiste en ce que la grande majorité d'entre eux a été faite soit par un unique observateur soit depuis un seul point d'observation sur la Terre (soit encore les deux). La multitude des rapports de PLT affectant un même « endroit » de la Lune pourrait être présentée comme une preuve à l'appui de leur existence. Cependant, en l'absence des témoignages visuels de multiples observateurs situés en de multiples points sur Terre pour un « même » événement, il faut les considérer avec prudence. Comme exposé ci-dessus, une hypothèse également plausible de la cause de la majorité de ces événements serait l'atmosphère terrestre. Si un événement pouvait être observé en deux endroits différents de la planète au même moment, cela pourrait être considéré comme une preuve contre l'hypothèse de l'origine atmosphérique.
Une tentative pour surmonter le problème des signalements des PLT ci-dessus se produisit pendant la mission Clementine par un réseau d'astronomes amateurs. Plusieurs événements furent rapportés, parmi lesquels quatre ont été photographiées avant et après par le vaisseau spatial. Cependant, une analyse attentive de ces images n'offre à distinguer aucune différence de ces sites. Ceci n'implique pas nécessairement que ces rapports résultaient d'erreurs observationnelles, puisqu'il est possible que des dégazages sur la surface lunaire ne laissent aucune trace visible, mais cela ne constitue pas non plus un encouragement pour l'hypothèse que ce sont d'authentiques phénomènes lunaires.
Des observations sont actuellement coordonnées par l'Association of Lunar and Planetary Observers (en) et la British Astronomical Association pour ré-observer des sites où des phénomènes lunaires transitoires qui ont été signalés dans le passé. En documentant l'aspect de ces sites avec les mêmes conditions d'éclairage et de libration, il est possible de juger si certains signalement étaient simplement dus à une fausse interprétation de ce que l'observateur a considéré comme une anomalie. De plus, avec des images digitales, il est possible de simuler la dispersion spectrale atmosphérique, le flou du seeing astronomique ou la dispersion de la lumière par notre atmosphère pour déterminer si ces phénomènes peuvent expliquer certains des rapports originaux de PLT.